# Crowley (Teksas)
Crowley je grad u američkoj saveznoj državi Teksas. Prema popisu stanovništva iz 2010. u njemu je živjelo 12.838 stanovnika.